# Prophecy (manga)
Prophecy (jap. 予告犯 Yokokuhan) – manga autorstwa Tetsuyi Tsutsuia, publikowana na łamach magazynu „Jump X” wydawnictwa Shūeisha od lipca 2011 do sierpnia 2013. W Polsce prawa do jej dystrybucji nabyło Studio JG. 
Sequel, zatytułowany Yokokuhan: The Copycat, był wydawany w tym samym magazynie od kwietnia do października 2014, a następnie został przeniesiony do „Shūkan Young Jump”, gdzie ukazywał się od marca do lipca 2015. 
Na podstawie mangi powstał film live action oraz dramat telewizyjny. 

## Fabuła
Paperboy, anonimowy internauta w masce wyciętej z gazety, ogłasza „przepowiednie”, które mają spełnić się następnego dnia. Przepowiednie te systematycznie karzą ludzi winnych różnych przestępstw lub upokorzeń wobec osób słabych i biednych. Geekowie i otaku szybko ogłaszają go swoim bohaterem, podczas gdy policyjny oddział ds. walki z cyberprzestępczością próbuje go zidentyfikować i zatrzymać.

## Manga
Seria ukazywała się w magazynie „Jump X” wydawnictwa Shūeisha od 25 lipca 2011 do 10 sierpnia 2013. Została również opublikowana w 3 tankōbonach, wydanych między 10 kwietnia 2012 a 10 września 2013.
W Polsce manga została wydana przez Studio JG.
| Nr | Język japoński   | Język japoński         | Język polski     | Język polski           |
| Nr | Data wydania     | ISBN                   | Data wydania     | ISBN                   |
| -- | ---------------- | ---------------------- | ---------------- | ---------------------- |
| 1  | 10 kwietnia 2012 | ISBN 978-4-08-879310-8 | 25 lipca 2013    | ISBN 978-83-61356-71-4 |
| 2  | 10 grudnia 2012  | ISBN 978-4-08-879495-2 | 23 września 2013 | ISBN 978-83-61356-75-2 |
| 3  | 10 września 2013 | ISBN 978-4-08-879680-2 | 6 lutego 2014    | ISBN 978-83-61356-86-8 |

Spin-off zilustrowany przez Fumio Obatę, zatytułowany Yokokuhan: The Copycat, ukazywał się w magazynie „Jump X” od 10 kwietnia 2014 do 10 października 2014, kiedy to zaprzestano publikacji magazynu. Seria została wtedy przeniesiona do „Shūkan Young Jump”, gdzie była wydawana od 11 marca 2015 do 23 lipca 2015. Manga została również opublikowana w 3 tankōbonach, wydanych między 17 kwietnia 2015 a 19 sierpnia 2015.
| Nr | Data wydania (język japoński) | ISBN (język japoński)  |
| -- | ----------------------------- | ---------------------- |
| 1  | 17 kwietnia 2015              | ISBN 978-4-08-890036-0 |
| 2  | 19 maja 2015                  | ISBN 978-4-08-890169-5 |
| 3  | 19 sierpnia 2015              | ISBN 978-4-08-890294-4 |

## Light novel
Poboczna light novel, zatytułowana Yokokuhan: The Chaser, została wydana 19 maja 2015.

## Film
Adaptacja w formie filmu live action w reżyserii Yoshihiro Nakamury ukazała się 6 czerwca 2015. Jej północnoamerykańska premiera odbyła się podczas LA EigaFest we wrześniu 2015. 4 grudnia 2015 roku TC Entertainment wydało film na Blu-Ray i DVD.

### Obsada
- Tōma Ikuta – „Paperboy”
- Erika Toda – Yoshino
- Ryohei Suzuki – Kansai
- Gaku Hamada – Nobita
- Yoshiyoshi Arakawa – Metabo

## TV drama
5-odcinkowy dramat telewizyjny, zatytułowany Yokokuhan: The Pain (jap. 予告犯 -THE PAIN-), był emitowany od 7 czerwca do 5 lipca 2015 w stacji Wowow. Został wyreżyserowany przez Yoshihiro Nakamurę, Katsutoshiego Hirabayashi i Megumi Sawadę, scenariusz napisali Tamio Hayashi i Hiroshi Tanaka, muzykę zaś skomponował Takashi Omama. Wystąpił w nim Noriyuki Higashiyama, a Erika Toda ponownie wcieliła się w rolę Yoshino. Ścieżka dźwiękowa serialu została wydana 3 czerwca 2015 przez Anchor Records. 4 grudnia 2015 roku TC Entertainmentt wydało wszystkie odcinki na Blu-ray i DVD.